# Короленко Михайло Костянтинович
Короленко Михайло Костянтинович (нар. 20 квітня 1962, м. Кривий Ріг) — міністр промислової політики України (2013—2014); голова правління акціонерного товариства «Південний гірничо-збагачувальний комбінат», Герой України.

## Біографія
У 1986 році закінчив Криворізький гірничорудний інститут за спеціальністю «збагачення корисних копалин», має кваліфікацію — гірничий інженер збагачувальник.
Депутат Дніпропетровської обласної ради 5 скликання, секретар Постійної комісії обласної ради з питань використання природних ресурсів.
5 лютого 2013 року призначений Міністром промислової політики України у другому уряді М. Я. Азарова.
З 14 травня 2014 р. до 30 червня 2020 р. очолював правління Запорізького залізорудного комбінату.

## Державні нагороди
- Звання Герой України з врученням ордена Держави (24 серпня 2012) — за визначний особистий внесок у розвиток вітчизняного гірничо-металургійного комплексу, впровадження сучасних технологій у виробництво, багаторічну самовіддану працю[6]
- Ювілейна медаль «20 років незалежності України» (19 серпня 2011);
- Заслужений працівник промисловості України (23 лютого 2012);
- Знак «За заслуги перед містом» (Кривий Ріг) 1-го ступеня (11 квітня 2012);
- Орден «За заслуги перед Запорізьким краєм» III ступеня (2014)
- Орден «За заслуги перед Запорожской краем» II ступеня (2017)
- Знак «За заслуги перед містом Дніпрорудне» (2017)
- Орден «За заслуги перед Запорожской краем» I ступеня (2019)
- Державна премія України в галузі науки і техніки у 2020 року (30 грудня 2020)